# Cesar Gaodzu iz dinastije Han
 Cesar Gaodzu iz dinastije Han (256 – 1. junij 195 pr. n. št.), rojen kot Lju Bang ( kitajsko: 劉邦; pinjin: Liú Bāng) z vljudnostnim imenom Dži (季) je bil ustanovitelj in prvi cesar dinastije Han, ki je vladal v letih 202–195 pr. n. št.  Njegovo tempeljsko ime je bilo "Tajdzu", medtem ko je bilo njegovo posmrtno ime cesar Gao ali Gaodi; "Gaodzu iz dinastije Han", ki izhaja iz Zapisov Velikega zgodovinarja in je značilen način poimenovanja tega vladarja, čeprav mu ni bilo podeljeno tempeljsko ime "Gaodzu", kar dobesedno pomeni "Visoki ustanovitelj".
Lju Bang je bil eden redkih ustanoviteljev dinastije v kitajski zgodovini, ki se je rodil v kmečki družini.  Preden je prišel na oblast, je Lju Bang sprva služil za dinastijo Čin kot manjši uradnik kazenskega pregona v svojem domačem kraju okrožja Pei v osvojeni državi Ču. S smrtjo prvega cesarja in kasnejšim političnim kaosom v imperiju Čin, se je Lju Bang odpovedal položaju državne službe in postal vodja upornikov proti Činu. Zmagal je v tekmi proti drugemu uporniškemu voditelju Šjang Jiju, da bi napadel osrčje Čin in prisilil vladarja dinastije Čin Dzijinga k vdaji leta 206 pr. n. št.
Po padcu dinastije Čin je neuradni poveljnik uporniških sil Šjang Ji nekdanji imperij Čin razdelil na osemnajst kraljestev, Lju Bang pa je bil prisiljen sprejeti revno in oddaljeno regijo Bašu (današnji Sičuan, Čongčing in južni Šaanši) z naslovom "Kralj Hana". V roku enega leta je Lju Bang s svojo vojsko napadel in osvojil Tri kraljestva, s čimer se je začela državljanska vojna, znana kot spor Ču-Han, kjer so se različne sile bojevale za prevlado nad Kitajsko.
Leta 202 pr. n. št. je Lju Bang zmagal bitko pri Gajšji, po kateri je združil večino Kitajske pod svojim nadzorom, ter ustanovil dinastijo Han, kjer se je proglasil za ustanovnega cesarja. Med svojo vladavino je Lju Bang znižal davke, ukinil neplačano delo in spodbujal konfucijanizem. Med številnimi drugimi dejanji pa je tudi zatrl upore gospodarjev vazalnih držav, ki niso spadali pod Lju. Prav tako je sprožil politiko hečin, da bi ohranil javni mir med cesarstvom Han in Šjongnu po izgubljeni bitki pri Bajdengu leta 200 pr. n. št. Umrl je leta 195 pr. n. št., nasledil ga je njegov sin Lju Jing.

## Rojstvo in zgodnje življenje
V cesarskem hanskem mitu sta bila Lju Bangova prednika mitski cesar Jao in rumeni cesar.  Številne starodavne kitajske plemiške družine so trdile, da so potomci rumenega cesarja, da bi upravičile svojo pravico do vladanja. 
Lju Bang se je rodil v poznih letih obdobja vojskujočih se držav, njegovih staršev se spominjajo le kot "Lju Tajgong" (劉太公; dob. "Stari gospod Lju") in "Lju Ao" (劉媪; dob. "Stara gospa Lju")  Njegova družina je bila iz Džongjanga (中陽里) ( Feng (丰邑), iz okrožja Pej (沛縣)) v zvezni državi Ču. Po legendi je bil Lju Bang spočet po tem, ko je imela Lju Ao med nevihto spolne odnose z zmajem. 
Po zapisih je bil mladi Lju odkrit, karizmatičen, radodaren in potrpežljiv, vendar ga ni zanimalo izobraževanje ali delo  in je pogosto naletel na težave z zakonom. Za preživetje je bil odvisen od brata in oče ga je klical "mala nadloga". Kasneje je postal dober prijatelj z Džang Erom (kitajsko: 張耳 , ?–202 pr. n. št.), ki je bil sodnik bližnjega okrožja Vajhuang in nekdanji služabnik gospodarja Šinlinga . Lju je nekaj mesecev živel z Džang Erom,  dokler se ta ni skril po osvojitvi Čuja s strani Čina. 
Lju se je vrnil v okrožje Pej. Njegova dobra prijatelja v okrožnem uradu, Šjao He in Cao Šen, sta skrivala njegovo prestopniško vedenje in mu tako pomagala, da je bil imenovan za lokalnega šerifa (亭長) v paviljonu Sišui (泗水亭). Lju Bang je sklenil dobre odnose z večino lokalnih okrožnih birokratov in si v okrožju pridobil nekaj ugleda. Med opravljanjem statutarnega dela v Šjanjangu, prestolnici Čin, je bil priča Čin Ši Huangu, ki je opravljal preiskovalno turnejo; kraljevi sprevod je navdušil Ljuja. 
Ljujeva žena Li Dži je bila hči Li Vena (呂文), bogatega in vplivnega plemiča iz okrožja Šanfu. Po selitvi v okrožje Pej je Li Ven priredil pogostitev za lokalno elito. Šjao He, ki je pomagal zbirati darila od gostov, je izjavil, da sedež v dvorani zahteva darila v vrednosti vsaj tisoč kovancev. Lju se je udeležil pojedine brez denarja in ponudil deset tisoč kovancev, za kar je Šjao He ugotovil, da ni resno. Kljub temu je Li dal Ljuja sedeti poleg sebe samo zaradi videza. Li, ki ga je Lju v pogovoru še bolj navdušil, je svojo hčer ponudil v zakon. Lju in Li Dži sta bila poročena in imela dva otroka, Lju Jing (bodoči cesar Hui) in bodočo princeso Juan iz Luja. 

## Upor proti dinastiji Čin
Lju je bil odgovoren za spremljanje skupine kazenskih delavcev na gradbišče mavzoleja prvega cesarja na gori Li. Med potjo je nekaj ujetnikov pobegnilo, kar se je po zakonu Čin kaznovalo s smrtjo. Namesto da bi se soočil s pravico, je Lju osvobodil preostale zapornike in pobegnil. Ljuju se je pridružilo nekaj hvaležnih bivših zapornikov in postal je njihov vodja. Zavzeli so zapuščeno trdnjavo na gori Mangdang. Lju je na skrivaj ostal v stiku z nekaterimi starimi prijatelji, vključno s Šjao He in Cao Šenom v okrožju Pej. 
Po legendi o "Uporu ubijanja bele kače" (kitajsko: 斬白蛇起義), je bil Ljujev vzpon na oblast prerokovan, potem ko je postal izobčenec. V legendi je ogromna bela kača s svojim strupenim dihom ubila nekaj razbojnikov. Kačo pa je ponoči ubil pijani Lju. Naslednje jutro so izobčenci ob cesti srečali starko; ko so jo vprašali, zakaj joka, je skrivnostno izginila, ko je odgovorila: "Mojega otroka, sina Belega cesarja, je ubil sin Rdečega cesarja." Ljujev ugled je rasel med njegovimi privrženci, ki so postali prepričani o njegovi usodi. 
Leta 209 pred našim štetjem sta Čen Šeng in Vu Guang začela vstajo proti Čin Dadzešjangu. Sodnik okrožja Pej je razmišljal o pridružitvi uporu, in po nasvetu Šjao Heja in Cao Šena povabil Ljujevo skupino v okrožje, da bi ga podprli. Vabilo je posredoval Fan Kuaj, Ljujev svak. Vendar si je sodnik premislil in ponudbo preklical. Dal je ukaz ubiti Šjaoa in Caoa, da ne bi odprla vrat za Ljuja, vendar sta pobegnila in se pridružila Ljuju. Po Šjaovem nasvetu je Lju zagotovil pomoč navadnih prebivalcev iz okrožja poleg Peja s pisnimi pozivi, dostavljenimi s puščicami, ki so bile izstreljene čez mejo. Kmetje so odgovorili tako, da so ubili sodnika okrožja Pej in z dobrodošlico sprejeli Ljujevo vrnitev. Lju je postal znan kot samoklicani "vojvoda Pei" (沛公). 
Leta 208 pred našim štetjem se je imperij Čin soočil z upori, ki so želeli obnoviti države, osvojene med vojnami za združitev. V okrožju Vu je vstaja Šjang Ljanga, ki je bil preprost človek in sin čujskega generala, z uporom postavil Šjong Šina za "kralja Huaja II." (楚後懷王) iz Čuja. Lju se je pridružil Šjang Ljangovi vstaji. Ko je bil Šjang Ljang ubit v bitki pri Dingtau, je Huaj II. poslal Šjang Juja, Šjang Ljangovega nečaka, in ministra Song Jija, da vodita vojsko za okrepitev države Džao proti napadalnemu Činu. 
Lju Bang je postal "markiz iz Wu'ana" (武安侯) in dobil ukaz, da vodi vojsko proti Guandžongu v osrčju Čin. Huaj II. je obljubil, da bo podelil vladavino Guandžonga kot "kralja Guandžonga" tistemu, ki bo prvi vstopil v regijo. Leta 206 pr. n. št. je Lju Bang zmagal na dirki do Guandžonga nad Šjangom in prispel pred Šjanjanga, prestolnico Čin. Zadnji vladar Čina, Dzijing, je predal mesto brez odpora. O Ljujevi okupacijski politiki sta poročala Fan Kuaj, njegov zdajšni telesni stražar, in Dzang Ljang, njegov strateg. Vojakom je bilo prepovedano trpinčenje prebivalstva in ropanje. Ostri zakoni Čina so bili odpravljeni; umori, ropi in vlomi so ostali predmet strogih kazni. V mestu je bil hitro vzpostavljen red in Lju je pridobil spoštovanje prebivalcev Guandžonga. Šjao He je odredil zbiranje vseh pravnih dokumentov v palači Čin in drugih vladnih prostorih za ohranitev. 

## Kralj Hana

### Praznik pri vratih Hong
Šjang Jiju ni bilo všeč, da je izgubil dirko proti Guandžongu. Po nasvetu Fan Dzenga – njegovega svetovalca – in Cao Vušanga (曹無傷) – obveščevalca iz Ljujevega tabora – Šjang Ji je načrtoval pojedino, na kateri bi ubil Ljuja. Šjang Jija je Šjang Bo, njegov stric in tesen prijatelj Džang Ljanga, prepričal, naj med pogostitvijo ne izvede atentata. Razočaran zaradi neodločnosti je Fan Dzeng ukazal Šjang Džuangu, bratrancu Šjang Jija, naj nastopi in ubije Liuja med plesom z meči, vendar je Šjang Bo to preprečil, ko se je pridružil plesu in zaščitil Ljuja. Džang Ljang se je izmuznil in poklical Fan Kuaja, ki je prišel na pogostitev v polni opremi in okaral Šjang Jija zaradi zlovešče zarote. Šjang Ji, osramočen zaradi Fan Kuajeve obtožbe, je ukazal ustaviti ples z meči in nagradil Fan Kuaja za njegov pogum. Lju Bang je pobegnil iz tabora Šjang Ji, potem ko se je pretvarjal, da gre v latrino, nato pa je svojo vojsko odpeljal proti zahodu. Šjang Ji je nato oplenil Šjanjang in požgal palačo Epang. 

### Zaslužek pri Hanzhongu
Po zasedbi Šianjanga se je Šiang Ji razglasil za "Hegemonskega kralja Zahodnega Čuja" in razdelil nekdanji imperij Čin na Osemnajst kraljestev. Guandžong je razdelil trem nekdanjim generalom Čina – Džang Hanu, Sima Šinu in Dong Jiju – namesto Ljuju. Lju je prejel izolirano regijo Bašu (kotlino Sečuan in zgornjo dolino reke Han), ki je bila takrat kraj, ki so ga uporabljali za izgon zapornikov, saj je Šiang Ji trdil, da je bil Bašu del Guandžonga. Džang Ljang, ki je odhajal v svojo matično zvezno državo Han, se je pogajal za boljši dogovor v imenu Ljuja, potem ko je Šiang Jija podkupil prek Šiang Boja. Ljuju je Šiang Ji dodal Nandženg, okoliško regijo razpočne riftne doline okoli (takrat) srednje reke Han, in naslov "Kralj dinastije Han". 
Ljujevo vojsko je čez gorovje Činling pospremil odred Šiang Jijeve vojske. Po nasvetu Džang Ljanga je Lju požgal galerijske ceste za njim, da bi preprečil napad Šiang Jija in mu zagotovil, da se ne bo vrnil. 

## Spor Ču-Han
Od 206 do 202 pr. n. št. je Lju Bang vključil Šiang Jija v boj za oblast – zgodovinsko znan kot spor Ču-Han, za prevlado nad Kitajsko, hkrati pa je napadal in si podrejal druga kraljestva.

### Osvajanje treh Činov
Selitev Lju Banga v Nandženg še zdaleč ni bila prijetna – njegovi privrženci so bili večinoma iz nižinskih regij Vu in Ču, ki so se slabo prilagajali v goratih deželah Bašu, dezerterjev pa je bilo iz dneva v dan več. Tudi Lju Bang je postal razdražljiv, saj je bil zelo nezadovoljen s svojo stisko. Neke noči so prišle govorice, da je tudi Šjao He izginil, Lju Bang pa je skoraj doživel živčni zlom. Ko se je Šjao He naslednje jutro vrnil, se je Lju Bang besno soočil z njim in zahteval pojasnilo. Šjao He je razkril, da se mu je mudilo iskati izjemno nadarjenega vojaškega stratega Han Šina, ki je bil takrat le nižji častnik, šele pred kratkim vpoklican v Lju Bangovo vojsko. Šjao He je nato predstavil Lju Banga Han Šinu, ta pa je predstavil svoj strateški načrt za osvojitev držav. Navdušen in prepričan je Lju Bang uradno imenoval Han Šina za vrhovnega poveljnika svoje vojske. 
Medtem je Šjang Jijevo oblastno in samovoljno ravnanje z dodelitvami povzročilo veliko jeze med uporniškimi voditelji. Le štiri mesece po Lju Bangovem odhodu v Bašu je proti koncu leta 206 pr. n. št. v kraljestvu Ći izbruhnil upor, Šjang Ji pa je zapustil Zahodni Ču, da bi zatrl upor. Po nasvetu Han Šina je Lju Bang poslal moške, da se pretvarjajo, da poskušajo popraviti prej požgane galerijske ceste, s čimer je odvrnil pozornost treh Činov. Istočasno je Han Šin izkoristil odvrnitev pozornosti, da je nepričakovano vdrl v Guandžong preko Čencanga in hitro premagal Džang Hana s presenetljivim napadom. Po tem sta se Sima Šin in Dong Ji predala Lju Bangu in do avgusta ali septembra 205 pr. n. št. so trije Čini postali del Ljujevega kraljestva Han. 

### Poraz pri Pengčengu
Ko je bil Šjang Ji zaposlen na vzhodu, je Lju Bang zbral 560.000 vojakov iz svojih podrejenih dežel in odkorakal proti vzhodu, da bi napadel Zahodni Ču. Na poti je naletel na Peng Jueja, ki se je pridružil njegovemu cilju po obljubi fevda v Veju. V nasprotju z združevanjem sil je Lju Bang poslal 30.000 vojakov Peng Jueja, da bi pomirili okolico. Lju Bangova vojska je očitno brez ugovorov vstopila v prestolnico Šjang Jija Pengčeng, izropala njene dragocenosti in ugrabila ženske, toda njihova disciplina je postala ohlapna in vsak dan so bile čete Han v večjih težavah. 
Ko je Šjang Ji izvedel za padec Pengčenga, je ukazal naj večina njegovih sil nadaljuje napad na Ći, medtem ko je osebno vodil 30.000 vojakov, da ponovno zavzamejo prestolnico. Utaboril se je približno deset milj od mesta v današnjem okrožju Šjao, Anhui, in ob zori začel napad na Pengčeng ter do poldneva premagal nepripravljeno vojsko Han in jo pregnal v bližnji reki Gu in Si, kjer se je utopilo več kot 100.000 mož ali pa so jih ubili Čujevi vojaki. Preostale hanske čete so pobegnile proti jugu na višave, vendar so jih sile Ču stisnile v kot ob reki Sui, kjer se jih je utopilo še 100.000 in so njihova trupla zajezila reko.
Lju Bang je s peščico telesnih stražarjev pobegnil iz mesta in se odpravil v bližnji Pej po svojo družino. Šjang Ji je tudi poslal vojake v Pej, da bi ujeli Lju Bangovo družino. Vsa njegova družina je zbežala, toda Lju Bang je na cesti srečal svojo najstarejšo hčer in drugega najstarejšega sina Lju Jinga . Čujeva vojska je prisilila domačina, da jih je vodil, da so za talca ujeli dva člana Lju Bangove družine: njegovega očeta Lju Tajgonga in ženo Li Dži. Po nekaterih navedbah naj bi bila ujeta tudi Lju Bangova mati. Zapisi Velikega zgodovinarja pripovedujejo o dogodku med tem spopadom, dogodku, ki je bil izpuščen iz Lju Bangove lastne biografije, vendar je prisoten v biografiji Šjang Jija, kjer je Lju Bang trikrat potisnil svoje otroke iz svoje kočije, da bi jo olajšal v obupanem poskusu da pobegne Šjang Jijevim možem in šele večkratno posredovanje Šjahou Jinga zagotovi, da otroci pobegnejo. 

### Bitka pri Jingsuu
Po katastrofalnem porazu pri Pengčengu se je moč sil Han drastično zmanjšala. Številni kralji, ki so se pred tem predali Lju Bangu, so prav tako prestopili na Šjang Jijevo stran. Poleg tega sta kraljestvi Ći in Džao, ki sta bili prej v vojni s Čujem, prav tako zahtevali sklenitev miru s Čujem. 
Ko je dosegel Šiaji (下邑; vzhodno od današnjega okrožja Dangšan, Sudžou, Anhui), ki ga je branil njegov svak, je Lju Bang reorganiziral svoje čete za umik. Ko je prispel v Ju (虞; današnje okrožje Jučeng, Šangčju, Henan), je poslal pooblaščenca, naj se sreča z Jing Bujem (kraljem Džjudžjanga), da bi prosil za podporo. Jing Bu, ki je imel zamero zaradi Šjang Ji-jevega nepoštenega početja nad Osemnajstimi kraljestvi, se je strinjal, da se pridruži Lju Bangu in se je uprl Zahodnemu Čuju. Šjang Ji je odgovoril tako, da je poslal Long Džuja, da napade Jing Buja. 
Leta 205 pr. n. št. je Lju Bang svojega sina Lju Jinga imenoval za svojega prestolonaslednika in mu ukazal, naj brani Juejang . Kmalu zatem so sile Han osvojile Feičju (廢丘; današnji Šingping, Šaanši), ki ga je varoval Džang Han, ki je po porazu naredil samomor. Na drugi fronti Jing Bu ni mogel premagati Long Čuja, zato se je odpovedal Čjučjangu in se pridružil Lju Bangu. Lju Bang je reorganiziral svojo vojsko, ki je zdaj vključevala okrepitve iz Guandžonga (ki ga je poslal Šjao He) in Han Šinovih čet, ter napadel Čuja v okrožju Čing (京縣; okoli današnjega Šinjanga, Džhendžhouja, Henana) in Suotinga (索亭; blizu današnjega Šingjanga, Henan). Zmagal je in pregnal Šjang Jujeve sile vzhodno od Šingjanga. 

### Bitka pri Čenggau in pogodba za prekop Hong
Leta 204 pr. n. št., potem ko je vojska Han utrpela izgube zaradi napadov Ču na novozgrajenih oskrbovalnih poteh iz Šingjanga, jim je začelo primanjkovati zalog. Lju Bang se je s Šjang Jijem pogajal o premirju in se strinjal, da bo dežele vzhodno od Šingjanga odstopil Zahodnemu Čuju. Šjang Ji je želel sprejeti Lju Bangovo ponudbo, vendar mu je Fan Dzeng svetoval, naj jo zavrne in izkoristi priložnost za uničenje Lju Banga. Šjang Ji si je premislil, napadel Šingjang in oblegal Lju Bangove sile v mestu. Lju Bang je upošteval Čen Pingov predlog, da podkupi Šjang Jijeve može s 40.000 zlatniki in sicer zato, da bi razširili govorice o Fan Dzengovi nameri o izdaji Šjang Jija. Šjang Ji je nasedel zvijači in odpustil Fan Dzenga. 
Kasneje istega leta, medtem ko je bil Šjang Ji odsoten in je zatrl upor v kraljestvu Ći, je Li Jidži svetoval Lju Bangu, naj izkoristi priložnost za napad na Zahodni Ču. Hanove sile so osvojile Čenggao in blizu reke Si premagale vojsko Ču, ki jo je vodil Cao Džiu. Lju Bangove sile so napredovale še naprej, dokler niso dosegle Guangvu (廣武). Sile Ču, ki jih je vodil Džongli Mo, so bile ujete v pasti vojske Han na vzhodu Šingjanga. Po zmagi Han Šina v bitki pri reki Vej je morala vojske Ču padla in nekaj mesecev kasneje ji je zmanjkalo zalog. Šjang Ji ni imel druge izbire, kot da je zahteval mir z Lju Bangom in izpustil Ljujeve družinske člane, ki jih je zadržal kot talce. Ču in Han sta se strinjala s prekinitvijo spora glede pogodbe o prekopu Hong (鴻溝和約), ki je Kitajsko razdelila na vzhodno in zahodno pod njunima domenama. 

### Bitka pri Gajšiji
Leta 203 pr. n. št., medtem ko se je Šjang Ji umikal proti vzhodu, je Lju Bang po nasvetu Džang Ljanga in Čen Pinga odstopil od pogodbe o prekopu Hong in ukazal napad na Zahodni Ču. Prosil je tudi za pomoč Han Šina in Peng Jueja, da bi napadla Šjang Jija hkrati iz treh smeri. Vendar Han Šin in Peng Jue nista mobilizirala svojih čet, kar je privedlo do poraza Lju Banga pri Gulingu (固陵; južno od današnjega okrožja Tajkang, Džoukou, Henan), zato se je bil prisiljen umakniti in okrepiti svojo obrambo. Istočasno je poslal sporočevalce, da se ponovno srečajo s Han Šinom in Peng Juejem, ter jima obljubil, da jima bo dal zemljo in nazive, če se mu pridružita pri napadu na Šjang Jija, in končno sta se strinjala. 
Tri mesece pozneje leta 202 pr. n. št. so sile Han pod vodstvom Lju Banga, Han Šina in Peng Jueja napadle Zahodni Ču iz treh smeri. Čujevi vojski je primanjkovalo zalog in Šjang Ji je ostal ujet v Gajšiji. Han Šin je ukazal svojim vojakom, naj pojejo ljudske pesmi Ču, da bi ustvarili napačen vtis, da je domovina Ču padla v roke silam Han. Morala vojske Ču je padla in številni vojaki so dezertirali.  Šjang Ji se je poskušal prebiti iz obleganja, vendar je po boju iz ponavljajočih se pasti ostal le z 28 možmi, ko je dosegel severni breg reke Vu (blizu današnjega okrožja He, mesto Čaohu, Anhui ). Naredil je zadnji boj in uspel pobiti nekaj sto Hanovih vojakov, preden je na koncu naredil samomor. 

## Ustanovitev dinastije Han
Leta 202 pr. n. št. je bil Lju Bang s podporo svojih podložnikov ustoličen za cesarja, čeprav je izrazil odpor do prevzema prestola. Svojo dinastijo je poimenoval "Han" in je bil v zgodovini znan kot "cesar Gaodzu" (ali "cesar Gao"). Ustanovil je prestolnico v Luojangu (kasneje se je preselil v Čang'an) in svojo uradno ženo Li Dži postavil za cesarico, njunega sina Lju Jinga pa za prestolonaslednika . 
Naslednje leto je želel cesar Gaodzu nagraditi svoje podložnike, ki so prispevali k ustanovitvi imperija Han, a se je postopek zavlekel v celo leto, ker se niso mogli dogovoriti o razdelitvi nagrad. Cesar je mislil, da so prispevki Šjao Heja največji, zato je Šjau podelil naziv "Markiz od Dzana" in mu dal največjo količino zalog hrane. Nekateri drugi so izrazili ugovore, ker so menili, da Šjao ni bil neposredno vpleten v bitko, zato njegovih prispevkov ne bi smeli šteti za največje. Cesar Gaodzu je odgovoril, da bi moral Šjao He dobiti največje priznanje, ker je načrtoval njihovo splošno strategijo v vojni proti Šjang Jiju.  Cao Šena je imenoval kot osebo, ki je dala največji prispevek v bitki, ter njega in druge ustrezno nagradil.

## Vladanje

### Znižanje davkov in fevda
Cesar Gaodzu je razpustil svojo vojsko in dovolil vojakom vrnitev domov. Izdal je ukaz, v katerem je bilo navedeno, da so tisti, ki so ostali v Guandžongu, oproščeni davkov in fevda za 12 let, medtem ko so bili tisti, ki so se vrnili na svoja domača ozemlja, oproščeni šest let in da jih bo centralna vlada oskrbovala za eno leto. Osvobodil je tudi tiste, ki so se prodali v suženjstvo, da bi se izognili lakoti med vojnami. Leta 195 pr.n.št., je cesar izdal dva odloka: s prvim je uradno potrdil znižanje davkov in fevda, drugi pa je določal znesek davka, ki ga morajo vazalni kralji plačati cesarskemu dvoru v 10. mesecu vsakega leta. Zemljiški davek na kmetijsko pridelavo se je znižal na 1/15 pridelka. Privatiziral je tudi kovance. 

### Poudarek na konfucijanstvu
V svojih zgodnjih dneh cesar Gaodzu ni maral branja o konfucianizmu ter ga je preziral. Ko je postal cesar, je imel do konfucijanstva še vedno enak odnos kot prej, dokler ni naletel na učenjaka Lu Džija (ali Lu Guja). Lu Gu je napisal knjigo Šinju v 12 zvezkih (新語), ki je zagovarjala prednosti vladanja z moralnimi vrlinami v nasprotju z uporabo strogih in kaznovalnih zakonov (kot je bilo pod dinastijo Čin). Lu Gu je cesarju prebral vsak zvezek, ko ga je končal in Cesar je bil globoko navdušen. Pod vladavino cesarja Gaodzuja se je konfucijanizem razcvetel in postopoma nadomestil legalizem (iz časov Čin) kot državno ideologijo. Konfucijanski učenjaki, vključno z Lu Gujem, so bili rekrutirani za službo v vladi. Cesar je reformiral tudi pravni sistem z omilitvijo nekaterih zakonov, podedovanih iz režima Čin, in zmanjšal strogost nekaterih kazni. Od januarja do februarja 195 pr. n. št., ko je zadušil upor Jing Buja, je šel mimo Šandonga, rojstnega kraja Konfucija, in se osebno pripravil na slovesnost s katero se je poklonil filozofu. 

### Spor o nasledstvu
V svojih poznejših letih je cesar Gaodzu dal prednost konkubini Ći in zanemaril cesarico Li Dži . Menil je, da je Lju Jing, njegov dedič, prešibak, da bi bil vladar. Tako je imel namen zamenjati Lju Jinga z drugim sinom, Lju Rujijem, ki se je rodil konkubini Ći. Li Dži je postala zaskrbljena, zato je prosila Džang Ljanga, naj pomaga njenemu sinu obdržati položaj. Džang Ljang je Lju Jingu priporočil štiri samotarske modrece, Štiri bele glave gore Šang, da mu pomagajo.
Leta 195 pr. n. št., ko se je zdravje cesarja Gaodzuja začelo slabšati, si je še bolj želel zamenjati Lju Jinga z Lju Rujijem kot prestolonaslednikom. Džang Ljang ga je skušal odvrniti, a ga niso upoštevali, zato se je upokojil z izgovorom, da je bolan. Šusun Tong (tutor prestolonaslednika) in Džou Čang sta prav tako ostro nasprotovala cesarjevi odločitvi, da zamenja Lju Jinga z Lju Rujijem. Džou Čang je rekel sledeče: »Nisem dober v prepiranju, vendar vem, da to ni prav. Če vaše veličanstvo odstavi prestolonaslednika, ne bom več upošteval vaših ukazov.«  Džou Čang je bil odkrit in jecljal, zaradi česar je bil nekaterim njegov govor zelo zabaven, cesar se mu je smejal. Po tem so se na sodišču pojavile štiri bele glave z gore Šang (znani tudi kot štirje Haosi z gore Šang). Cesar Gaodzu je bil presenečen, ko jih je videl, saj so prej zavrnili njegovo ponudbo o pridružitvi državni službi, ko jih je povabil. Štirje moški so obljubili, da bodo pomagali Lju Jingu v prihodnosti, če bo ostal prestolonaslednik. Cesar je bil zadovoljen, ko je videl, da ima Lju Jing njihovo podporo, zato je zavrnil zamisel o zamenjavi svojega dediča. 

### Vojaški pohodi
Po ustanovitvi dinastije Han je cesar Gaodzu imenoval prince in vazalne kralje, ki so mu pomagali upravljati cesarstvo Han, in vsakemu od njih dal kos zemlje. Bilo je sedem vazalnih kraljev, ki niso bili v sorodu s cesarskim klanom: Dzang Tu, kralj Jana; Hán Šin, kralj Hána; Han Šin, kralj Čuja; Peng Jue, kralj Ljanga; Jing Bu, kralj Huajnana; Džang Er, kralj Džaoa; Vu Rui, kralj Čangša. Kasneje pa je cesarja začelo skrbeti, da bi se mu lahko vazalni kralji uprli, ker navsezadnje z njim niso bili v krvnem sorodstvu. Han Šin in Peng Jue sta bila (napačno) obtožena izdaje, aretirana in usmrčena skupaj z družinama. Jing Bu in Dzang Tu sta se mu uprla, vendar sta bila poražena in ubita. Ostala sta samo Vu Rui in Džang Er. 
Šjongnu na severu je bil grožnja že dinastiji Čin. Čin Ši Huang je poslal generala Meng Tjana z namenom, da nadzira obrambo na severni meji imperija Čin in gradnjo Velikega zidu za odganjanje napadalcev. Meng Tjan je dosegel uspeh pri odvrnitvi Šjongnujev od napredovanja čez mejo. Vendar pa so po propadu dinastije Čin Šjongnu izkoristili priložnost, da se premaknejo proti jugu in ponovno napadejo mejo. Leta 201 pr. n. št. je Hán Šin (kralj Hána) prebegnil k voditelju Šjongnu, Moduju. Naslednje leto je cesar Gaodzu vodil vojsko, da bi napadel Šjongnu, vendar ga je sovražnik oblegal in ujel v bitki pri Bajdengu.  Po nasvetu Čen Pinga je podkupil Modujevo ženo z darili in jo prepričal, da je svojega moža prosila, naj umakne svoje sile. Modu je to storil. Po vrnitvi v prestolnico je cesar Gaodzu po nasvetu Lju (Lou) Džinga uvedel politiko hečin, ki je vključevala pošiljanje plemenitih dam, da se poročijo z voditelji Šjongnu, in plačilo letnega davka Šjongnujem v zameno za mir med cesarstvom Han in Šjongnu. 

### Dži Ru
Zapisano je tudi, da je imel Gaodzu spremljevalca na blazini po imenu Dži Ru, ki naj bi imel boljši dostop do cesarja kot njegovi lastni ministri.   Zgledu ustanovnega cesarja, ki je povzdignil moškega ljubimca na vrh uprave je sledilo še devet drugih vladarjev dinastije Han.

## Smrt
Cesar Gaodzu je bil med pohodom proti Jing Buju ranjen z zablodelo puščico. Hudo je zbolel in dolgo časa ostal v svojih notranjih prostorih ter svojim stražarjem ukazal, naj prepovejo vstop vsem, ki bi ga poskušali obiskati. Po nekaj dneh je Fan Kuaj vdrl v dvorano, da bi videl cesarja, drugi podaniki pa so mu sledili. Videli so cesarja Gaodzuja ležati na postelji, medtem ko ga je oskrboval evnuh. Fan Kuaj je rekel: »Kako veličastno je bilo, ko nas je Vaše veličanstvo prvič vodilo, da smo osvojili cesarstvo, in kako utrujeni smo zdaj. Vaši podaniki so zaskrbljeni, ko izvedo, da je Vaše veličanstvo bolno, vendar nas Vaše veličanstvo noče videti in ima raje družbo evnuha. Ali je vaše veličanstvo pozabilo na dogodek z Džao Gaom?« Cesar se je zasmejal in vstal iz postelje, da je obiskal svoje podanike. 
Cesarju Gaodzuju se je kasneje poslabšalo zdravje, zato je cesarica Li Dži najela slavnega zdravnika, da ga ozdravi. Ko je cesar Gaodzu vprašal o svojem stanju, mu je zdravnik rekel, da je njegovo bolezen mogoče pozdraviti, vendar je bil cesar nezadovoljen in je zdravniku zabrusil: »Ali ni volja nebes, da mi je uspelo osvojiti ta imperij v preprostih oblačilih in zgolj z mečem? O mojem življenju odločajo nebesa. Neuporabno je, tudi če je Bjan Ćue tukaj!« Odklonil je nadaljevanje zdravljenja in zdravnika poslal stran. Pred smrtjo je dejal, da bi lahko Cao Šen nasledil Šjao Heja na položaju kanclerja po Šjaovi smrti in da bi lahko Vang Ling nasledil Cao Šena. Povedal je tudi, da je Vang Ling morda premlad za opravljanje svojih dolžnosti, da bi lahko Čen Ping pomagal Vangu, vendar je bil Čen tudi usposobljen, da sam prevzame odgovornosti kanclerja. Kot možnega kandidata za vlogo velikega poveljnika je imenoval tudi Džou Boja. Umrl je v palači Čangle (長樂宮), Čang'an, 1. junija 195 pr. n. št., nasledil ga je Liu Ying, ki je postal zgodovinsko znan kot cesar Hui. 

## Pesem mogočnega vetra
Pesem mogočnega vetra je pesem, ki jo je leta 195 pr. n. št. ustvaril Lju Bang, ko je po zatrtju Jing Bujevega upora obiskal svoj domači kraj v okrožju Pej. Pripravil je pogostitev in povabil k sebi vse svoje stare prijatelje in meščane. Po nekaj pijačah je Lju Bang zaigral na gučin in zapel Pesem mogočnega vetra.  
| 《大風歌》         | Pesem mogočnega vetra                                               |
| 大風起兮雲飛揚，   | Prišel je mogočni veter,'oblaki so se dvignili visoko .             |
| 威加海內兮歸故鄉， | Zdaj, ko moja moč vlada vsem v morjih,'Vrnil sem se v staro vas .   |
| 安得猛士兮守四方！ | Kje bom našel pogumneže,'ki bojo varovali štiri vogale moje dežele? |

## Družina
Sopotniki in izdaja: 
- Cesarica Gao, iz klana Li (高后 呂氏; 241–180 pr. n. št.), osebno ime Dži (雉)
  - Princesa Juan iz Luja (魯元公主; d. 187 pr. n. št.), prva hči
    - Poročen z Džang Ao, markizom Šuanpingom (um. 182 pr. n. št.), in imel potomca (ena hči, cesarica Šjaohui )

  - Lju Jing, cesar Šjaohui (孝惠皇帝 劉盈; 210–188 pr. n. št.), drugi sin
- Cesarica Gao, iz klana Bo (高皇后 薄氏; d. 155 pr. n. št.)
  - Lju Heng, cesar Šjaoven (孝文皇帝 劉恆; 203–157 pr. n. št.), četrti sin
- Furen iz klana Cao (夫人 曹氏)
  - Lju Fej, kralj Daohui iz Čija (齊悼惠王 劉肥; 221–189 pr. n. št.), prvi sin
- <i id="mwAlw">Furen</i>, iz klana Ći (夫人 戚氏; 224–194 pr. n. št.), osebno ime Ji (懿)
  - Lju Ruji, kralj Jin iz Džao (趙隱王 劉如意; 208–194 pr. n. št.), tretji sin
- Meiren, iz klana Ši (美人 石氏)
- Gospa iz klana Džao (趙氏; d. 198 pr. n. št.), osebno ime Dzi'er (子兒)
  - Lju Čang, kralj Li iz Huajnana (淮南厲王 劉長; 199–174 pr. n. št.), sedmi sin
- Neznano
  - Lju Hui, kralj Gong iz Džao (趙共王 劉恢; d. 181 pr. n. št.), peti sin
  - Lju Jou, kralj Jou of Džao (趙幽王 劉友; d. 181 pr. n. št.), šesti sin
  - Lju Džjan, kralj Ling iz Jana (燕靈王 劉建; d. 181 pr. n. št.), osmi sin

## Ancestry
Predloga:Ahnentafel

## Sodobne reference
Lju Bang je ena od 32 zgodovinskih osebnosti, ki se pojavljajo kot posebni liki v videoigri Romance of the Three Kingdoms XI avtorja Koei. Njegova življenjska zgodba je bila tudi dramatizirana v številnih televizijskih serijah in filmih (glej Chu–Han Contention#Cultural references ).

## Poglej tudi
- Spor Ču-Han
- Družinsko drevo dinastije Han
- Motnja klana Li